# اولاف مارشال
اولاف مارشال (به آلمانی: Olaf Marschall) بازیکن فوتبال و مهاجم اهل آلمان است که از سال ۱۹۹۴ میلادی عضو تیم ملی فوتبال آلمان بوده‌است. وی در ۱۳ بازی ملی حضور داشته‌است و آخرین بازی ملی خود را در سال ۱۹۹۹ میلادی انجام داد. اولاف مارشال در بازی‌های ملی‌اش ۳ گل به ثمر رساند.